# کلیولند (کارولینای شمالی)
کلیولند (به انگلیسی: Cleveland) شهری در ایالت کارولینای شمالی کشور ایالات متحده آمریکا است که جمعیت آن در سرشماری سال ۲۰۱۰ میلادی، ۸۷۱ نفر بوده‌است.